# Камбон, Жюль
Жюль Камбон (фр. Jules Cambon; 5 апреля 1845[…], Париж — 19 сентября 1935[…], Веве) — французский политический деятель, дипломат. Брат Поля Камбона.

## Биография
Получил юридическое образование. Участвовал во франко-прусской войне. В 1878 году — префект Константины (Алжир). Префект департаментов Нор (1882) и Рона (1887). В 1891 году — генерал-губернатор Алжира.
Посол в США (1897—1902). Содействовал мирным переговорам о завершении испано-американской войны. Посол в Мадриде (1902—1907), Берлине (1907—1914). С 1915 года — генеральный секретарь МИД Франции. На Парижской мирной конференции — председатель комиссий по греческому, чешскому и польскому вопросам.
С 1918 года — член французской «Академии бессмертных». Автор книги «Дипломат».
С. Е. Трубецкой, пересекавшийся с Камбоном в Берлине в 1913 году, писал, что он, «вероятно, самый умный человек, которого мне приходилось встречать в жизни» — под пенсне его взор «буквально сверкал умом».

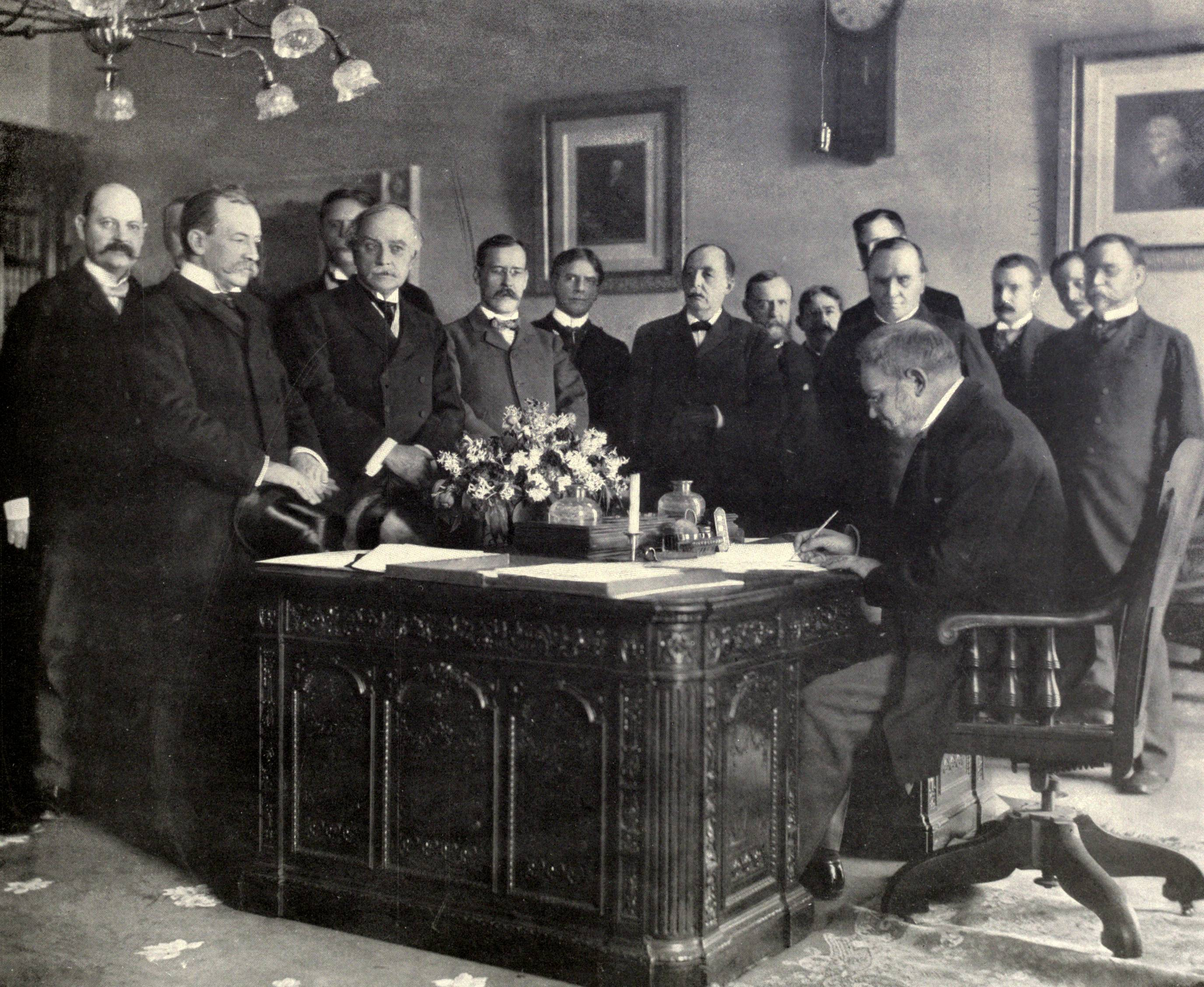
Жюль Камбон подписывает Парижский мирный договор (1898)